# Halové mistrovství Československa v atletice 1982
Halové mistrovství Československa v atletice 1982 se konalo v Jablonci nad Nisou ve dnech 20. a 21. února 1982.

## Medailisté

### Muži
| Soutěž        | Zlato                   | Stříbro                 | Bronz                    |
| 60 m          | Josef Lomický 6.78      | Petr Novotný 6.90       | Jiří Hudec 6.94          |
| 200 m         | Josef Lomický 22.08     | Michal Kapička 22.44    | Jiří Sachr 22.85         |
| 400 m         | Miroslav Turek 49.26    | Lubor Šebesta 49.43     | Vladimír Vovčko 49.84    |
| 800 m         | Vladimír Slouka 1:54.05 | Ján Pagáč 1:54.09       | Rostislav Šetina 1:54.72 |
| 1500 m        | Pavel Slouka 3:56.48    | Arpád Bari 3:57.35      | Jiří Klesnil 3:57.55     |
| 3000 m        | Stanislav Tábor 8:04.35 | Lubomír Tesáček 8:09.42 | Pavel Michálek 8:18.10   |
| 60 m př.      | Jiří Čeřovský 7.89      | Jiří Hudec 8.04         | Vladimír Dlouhý 8.12     |
| Skok do výšky | Jan Volný 218           | Vladimír Klekner 218    | Josef Hrabal 218         |
| Skok o tyči   | Roman Zrun 530          | František Jansa 520     | Petr Habel 520           |
| Skok daleký   | Jan Leitner 785         | Zdeněk Mazur 778        | Jaroslav Křivka 744      |
| Trojskok      | Jaroslav Priščák 16.14  | Vlastimil Mařinec 16.06 | František Volcer 15.78   |
| Vrh koulí     | Remigius Machura 20.43  | Josef Kubeš 19.29       | Jakub Lang 18.26         |

### Ženy
| Soutěž        | Zlato                      | Stříbro                                           | Bronz                       |
| 60 m          | Taťána Kocembová 7.40      | Štěpánka Sokolová 7.43                            | Soňa Tomová 7.55            |
| 200 m         | Soňa Tomová 24.65          | Monika Tallová 24.91                              | Renata Černochová 25.12     |
| 400 m         | Taťána Kocembová 52.25     | Alena Bulířová 54.53                              | Marcela Ševčíková 55.29     |
| 800 m         | Zuzana Moravčíková 2:05.40 | Milena Matějkovičová 2:05.71                      | Jozefína Ozoráková 2:07.61  |
| 1500 m        | Ludmila Marvanová 4:29.02  | Hana Čermáková 4:32.42                            | Mária Gužíková 4:38.37      |
| 3000 m        | Ivana Kleinová 9:28.61     | Jana Červenková 9:38.37                           | Ľudmila Melicherová 9:51.93 |
| 60 m př.      | Jitka Picková 8.55         | Vanda Nováková a Jitka Kučerová 8.66              |                             |
| Skok do výšky | Yvona Tichopádová 180      | Ivana Jobbová Zdena Boukalová Jana Kondrádová 175 | xxx                         |
| Skok daleký   | Ludmila Jimramovská 640    | Eva Murková 615                                   | Kateřina Vocásková 614      |
| Vrh koulí     | Helena Fibingerová 19.38   | Soňa Vašíčková 16.08                              | Alena Vitoulová 15.22       |